# Ramné
Ramné (en macédonien Рамне) est un village du sud-ouest de la Macédoine du Nord, situé dans la municipalité d'Ohrid. Le village comptait 632 habitants en 2002.

## Démographie
Lors du recensement de 2002, le village comptait :
- Macédoniens : 594
- Turcs : 11
- Serbes : 6
- Albanais : 2
- Valaques : 2
- Autres : 17